# ホセ・マヌエル・レイ
ホセ・マヌエル・レイ（José Manuel Rey, 1975年5月20日 - ）は、ベネズエラ・カラカス出身の元サッカー選手。元ベネズエラ代表である。ポジションはディフェンダー（センターバック）。ベネズエラ代表の最多出場記録を保持する。

## 経歴
ベネズエラ代表には1997年6月8日のボリビア戦でデビューした。2004年と2007年のコパ・アメリカに出場した。2007年10月13日のエクアドル戦で、ゴールから45mも離れたフリーキックを決めた。